# Marrickville Council
Koordinaten: 33° 54′ S, 151° 9′ O

Marrickville Council war ein lokales Verwaltungsgebiet (LGA) im australischen Bundesstaat New South Wales. Marrickville gehörte zur Metropole Sydney, der Hauptstadt von New South Wales. Das Gebiet war 17 km² groß und hatte etwa 76.500 Einwohner. 2016 ging es im Inner West Council auf.
Marrickville lag in der Mitte der Inner City von Sydney und grenzte im Nordosten an das Stadtzentrum. Das Gebiet beinhaltete 15 Stadtteile: Dulwich Hill, Enmore, Lewisham, Marrickville, Marrickville South, Petersham, Stanmore, Sydenham, Tempe und Teile von Camperdown, Canterbury, Hurlstone Park, Newtown, St Peters und Westgate. Der Verwaltungssitz des Councils befand sich im Stadtteil Petersham im Norden der LGA.

## Verwaltung
Der Marrickville Council hatte zwölf Mitglieder, die von den Bewohnern von vier Wards gewählt wurden (je drei aus North, South, West und Central Ward). Diese vier Bezirke waren unabhängig von den Stadtteilen festgelegt. Aus dem Kreis der Councillor rekrutierte sich auch der Mayor (Bürgermeister) des Councils.

## Städtepartnerschaften
- Larnaka (Zypern), seit 2007
- Betlehem (Palästinensische Autonomiegebiete), seit 2008
- Funchal (Portugal), seit 1994

## Persönlichkeiten
- Irvine Gaze (1889–1978), Kampfpilot und Expeditionsteilnehmer
- George Wootten (1893–1970), Soldat der Australischen Armee, Beamter, rechtspolitischer Aktivist und Rechtsanwalt
- Martin Mulligan (* 1940), australisch-italienischer Tennisspieler
- Robert McGuckin (* 1944), römisch-katholischer Geistlicher, Bischof von Toowoomba
- Trisha Noble (1944–2021), Sängerin und Schauspielerin
- David Wenham (* 1965), Schauspieler
- Simone Buchanan (* 1968), Schauspielerin